# Adenocalymma apparicianum
Adenocalymma apparicianum là một loài thực vật có hoa trong họ Chùm ớt. Loài này được J.C.Gomes mô tả khoa học đầu tiên năm 1949.